# Hughes (Familienname)
Hughes [hjuːz] ist ein in Großbritannien und Irland häufig anzutreffender Familienname.

## Herkunft und Bedeutung
Es ist ein patronymischer Name mit der Bedeutung „Sohn (oder Angehöriger) des Hugh“.

## Namensträger

### A
- Aaron Hughes (* 1979), nordirischer Fußballspieler
- Abby Hughes (* 1989), US-amerikanische Skispringerin, siehe Abby Ringquist
- Abel Hughes, walisischer Fußballspieler
- Adam Hughes (Comiczeichner) (* 1967), US-amerikanischer Comiczeichner
- Adam Hughes (Rugbyspieler) (* 1977), walisischer Rugbyspieler
- Adam Hughes (Fußballspieler) (* 1982), australischer Fußballspieler
- Albert Hughes (* 1972), US-amerikanischer Filmregisseur, Drehbuchautor und Produzent, siehe Hughes-Brüder
- Alfred Clifton Hughes (* 1932), US-amerikanischer Geistlicher
- Alfred Hughes (Segler) (1868–1935), britischer Segler
- Alice Hughes (1857–1939), englische Fotografin
- Allen Hughes (* 1972), US-amerikanischer Filmregisseur, Produzent und Drehbuchautor, siehe Hughes-Brüder
- Alun R. Hughes (1916–1992), südafrikanischer Paläoanthropologe
- André Hughes (* 1985), deutscher Baseballspieler
- Ann Hughes (* 1960), britische Judoka
- Anthony Hughes, Lord Hughes of Ombersley (* 1948), englischer Jurist und ehemaliger Richter am Obersten Gerichtshof des Vereinigten Königreichs
- Antonia Campbell-Hughes (* 1982), britische Schauspielerin
- Archie Hughes (William Arthur Hughes; 1919–1981), walisischer Fußballspieler
- Arthur Hughes (Maler) (1832–1915), britischer Maler
- Arthur Hughes (Fußballspieler, 1884) (1884–1970), walisischer Fußballspieler
- Arthur Hughes (Erzbischof) (1902–1949), britischer römisch-katholischer Erzbischof, vatikanischer Diplomat
- Arthur Hughes (Fußballspieler, Wrexham) (fl. 1922–1928), walisischer Fußballspieler
- Arthur Hughes (Fußballspieler, 1927) (1927–2015), schottischer Fußballspieler
- Arthur Hughes (Rugbyspieler) (1924–2005), neuseeländischer Rugby-Union-Spieler
- Arthur Hughes (Schauspieler)  (* 1992), britischer Schauspieler
- Attis Hughes, Fußballspieler für St. Kitts & Nevis

### B
- Barnard Hughes (1915–2006), US-amerikanischer Schauspieler
- Ben Lloyd-Hughes (* 1988), britischer Schauspieler
- Benjamin Acosta-Hughes (* 1960), US-amerikanischer Gräzist
- Benji Hughes (* 1975), US-amerikanischer Sänger
- Beverley Hughes, Baroness Hughes of Stretford (* 1950), britische Politikerin (Labour Party)
- Bill Hughes (Musiker) (1930–2018), amerikanischer Jazzmusiker
- Bill Hughes (Produzent) (* 1944), australischer Fernsehproduzent
- Bill Hughes (Eishockeyspieler) (* 1947), kanadischer Eishockeytorwart
- Billie Hughes, walisischer Fußballspieler
- Billy Hughes (William Morris Hughes; 1862–1952), australischer Politiker
- Billy Hughes (Musiker) (1908–1995), US-amerikanischer Musiker und Songwriter
- Billy Hughes (Fußballspieler, 1918) (William Marshall Hughes; 1918–1981), walisischer Fußballspieler
- Billy Hughes (Fußballspieler, 1920) (William Henry Hughes; * 1920), walisischer Fußballspieler
- Billy Hughes (Fußballspieler, März 1929) (William Hughes; 1929–2003), schottischer Fußballspieler
- Billy Hughes (Fußballspieler, Mai 1929) (William Hughes; * 1929), nordirischer Fußballspieler
- Billy Hughes (Fußballspieler, 1948) (William Hughes; * 1948), schottischer Fußballspieler
- Billy Hughes (Fußballspieler, 1960) (Stephen John Hughes; * 1960), englischer Fußballspieler
- Brent Hughes (Eishockeyspieler, 1943) (Brent Alexander Hughes; * 1943), kanadischer Eishockeyspieler
- Brent Hughes (Eishockeyspieler, 1966) (Brent Allen Hughes; * 1966), kanadischer Eishockeyspieler und -trainer
- Brent Hughes (Eishockeyspieler, 1982) (* 1982), kanadischer Eishockeyspieler
- Brian Hughes (Gitarrist) (* 1955), kanadischer Jazzgitarrist
- Brian Hughes (Dirigent) (* 1958), US-amerikanischer Dirigent
- Bronwen Hughes (* 1967), kanadische Filmregisseurin, Produzentin und Drehbuchautorin
- Bryan Hughes (* 1976), englischer Fußballspieler
- Buddy Hughes (1919–2010), US-amerikanischer Sänger

### C
- Cameron Hughes (* 1972), australischer Radrennfahrer
- Caoilinn Hughes (* 1985), irische Dichterin und Schriftstellerin
- Carol Hughes (Schauspielerin) (Catherine Mabel Hukill, 1910–1995), US-amerikanische Schauspielerin
- Carol Hughes (Politikerin) (* 1958), kanadische Politikerin
- Carol Hughes (Produzentin), australische Film- und Fernsehproduzentin
- Ceri Hughes (* 1971), walisischer Fußballspieler
- Charles Hughes (Politiker) (1822–1887), US-amerikanischer Politiker und Jurist
- Charles A. Hughes († 1883), US-amerikanischer Politiker
- Charles Evans Hughes (1862–1948), US-amerikanischer Politiker und Jurist
- Charles Evans Hughes junior (1889–1950), US-amerikanischer Jurist
- Charles Frederick Hughes (1866–1934), US-amerikanischer Admiral
- Charles J. Hughes (Politiker) (Charles James Hughes Jr.; 1853–1911), US-amerikanischer Politiker
- Charles J. Hughes (Fußballspieler) (Charles James Hughes; 1853–1916), englischer Fußballspieler, Schiedsrichter und Manager
- Charlotte Hughes (1877–1993), britische Altersrekordlerin
- Chris Hughes (Musiker) (Merrick; * 1954), britischer Schlagzeuger, Perkussionist und Musikproduzent
- Chris Hughes (Unternehmer) (* 1983), US-amerikanischer Unternehmer, Mitbegründer von Facebook
- Chuck Hughes (1943–1971), US-amerikanischer Footballspieler
- Clara Hughes (* 1972), kanadische Rennradfahrerin und Eisschnellläuferin
- Cledwyn Hughes, Baron Cledwyn of Penrhos (1916–2001), britischer Politiker
- Clifton Penn-Hughes (1905–1939), britischer Autorennfahrer

### D
- Darren Hughes (* 1965), englischer Fußballspieler
- David Hughes (Sänger) (1929–1972), britischer Sänger
- David Hughes (Autor) (1930–2005), englischer Schriftsteller und Drehbuchautor
- David Hughes (Schauspieler), Schauspieler
- David Hughes (Astronom) (1941–2022), britischer Astronom und Weltraumphysiker
- David Hughes (Fußballspieler, 1943) (* 1943), walisischer Fußballspieler
- David Hughes (Fußballspieler, 1948) (* 1948), englischer Fußballspieler
- David Hughes (Rennfahrer), britischer Motorradrennfahrer
- David Hughes (Regisseur), britischer Regisseur
- David Hughes (Fußballspieler, 1951) (* 1951), englischer Fußballspieler
- David Hughes (Fußballspieler, 1958) (* 1958), englischer Fußballspieler
- David Hughes (Musiker) (* 1960), britischer Musiker
- David Hughes (Manager), US-amerikanischer Eisenbahnmanager
- David Hughes (Fußballspieler, 1972) (* 1972), walisischer Fußballspieler
- David Hughes (Fußballspieler, 1978) (* 1978), walisischer Fußballspieler
- David Hughes (Segler) (* 1978), US-amerikanischer Segler
- David Hughes (Leichtathlet) (* 1984), britischer Leichtathlet
- David Edward Hughes (1831–1900), britisch-amerikanischer Konstrukteur und Erfinder
- Davis Hughes (1910–2003), australischer Politiker, Minister, Mitglied der Legislativversammlung von New South Wales
- Declan Hughes (Schriftsteller) (* 1963), irischer Schriftsteller und Drehbuchautor
- Declan Hughes (Snookerspieler) (* 1973), nordirischer Snookerspieler
- Denis Hughes (1917–2008), englischer Science-Fiction-Autor
- Dennis Hughes (* 1937), englischer Snookerspieler
- Dessie Hughes († 2014), irischer Jockey und Pferdetrainer
- Devon Hughes (* 1972), US-amerikanischer Wrestler, siehe Dudley Boyz#Devon Hughes
- Donald J. Hughes (1915–1960), US-amerikanischer Physiker
- Dorothy B. Hughes (1904–1993), US-amerikanische Kriminalschriftstellerin und Literaturkritikerin
- Dorothy Pitman Hughes (1938–2022), US-amerikanische Feministin, Journalistin und Buchautorin
- Dudley Mays Hughes ((1848–1927)), US-amerikanischer Politiker

### E
- E. R. Hughes (Ernest Richard Hughes; 1883–1956), britischer Sinologe und Missionar
- Ebenezer Begyina Sekyi-Hughes (* 1939), ghanaischer Politiker
- Edna Hughes (1916–1990), britische Schwimmerin
- Eduardo Hughes Galeano (1940–2015), uruguayischer Journalist, Essayist und Schriftsteller, siehe Eduardo Galeano
- Edward Hughes (Admiral) (1720–1794), britischer Admiral
- Edward Hughes (Dichter) (1772–1850), walisischer Geistlicher und Dichter
- Edward Hughes (Seemann), britischer Seemann, siehe Hughes-Bucht (Antarktika)
- Edward David Hughes (1906–1963), britischer Chemiker
- Edward Robert Hughes (1851–1914), englischer Maler
- Edward Thomas Hughes (1920–2012), US-amerikanischer Geistlicher, Bischof von Metuchen
- Edwin Hughes (1885–??), walisischer Fußballspieler
- Elisha Hughes (* 1959), antiguanischer Radrennfahrer
- Eleanor Hughes (1882–1959), neuseeländisch-englische Malerin
- Elizabeth Phillips Hughes (1851–1925), walisisch-britische Wissenschaftlerin, College-Leiterin und Förderin von Frauenbildung
- Ella Hughes (* 1995), englisches Model, Schauspielerin und Pornodarstellerin
- Ellen Kent Hughes (1893–1979), australische Ärztin und Stadträtin
- Emily Hughes (* 1989), US-amerikanische Eiskunstläuferin
- Emlyn Hughes (1947–2004), englischer Fußballspieler
- Emrys Hughes (1894–1969), walisischer Politiker
- Eugene Hughes (* 1955), irischer Snookerspieler
- Everett Cherrington Hughes (1897–1983), US-amerikanischer Soziologe

### F
- Finola Hughes (* 1959), britische Schauspielerin
- Fiona-Elizabeth Hughes (* 1990), britische Skilangläuferin
- Francis Hughes (1956–1981), nordirisches IRA-Mitglied
- Frank Hughes (Sportschütze) (1881–1942), US-amerikanischer Sportschütze
- Frank Hughes (Maler) (1905–1987), britischer Maler
- Frank Hughes (Eishockeyspieler) (* 1949), kanadischer Eishockeyspieler
- Frank E. Hughes (1893–1947), US-amerikanischer Artdirector und Szenenbildner
- Frank John Hughes (* 1967), US-amerikanischer Schauspieler
- Frank Joseph Hughes (1883–1967), kanadischer Richter
- Frederick Hughes (Rugbyspieler), walisischer Rugby-League-Spieler
- Frederick Hughes (Fußballspieler), walisischer Fußballspieler
- Frederick Hughes (Segler) (1866–1956), britischer Segler

### G
- George Hughes (Ingenieur) (1865–1945), britischer Eisenbahningenieur
- George Edward Hughes (1918–1994), britischer Philosoph und Logiker
- George Patrick Hughes (1902–1997), englischer Tennisspieler, siehe Pat Hughes (Tennisspieler)
- George R. Hughes (1907–1992), US-amerikanischer Ägyptologe
- George Wurtz Hughes (1806–1870), US-amerikanischer Politiker
- Geoffrey Hughes (1944–2012), britischer Schauspieler
- Geraldine Hughes (* 1970), nordirische Schauspielerin
- Germain Hughes (* 1996), anguillischer Fußballspieler
- Glenford Hughes (* 1982), anguillischer Fußballtorhüter
- Glenn Hughes (Theatermacher) (1894–1964), US-amerikanischer Theaterwissenschaftler, Bühnenautor, Hochschullehrer und Intendant
- Glenn Hughes (* 1951), britischer Rockmusiker

### H
- Harold Hughes (1922–1996), US-amerikanischer Politiker
- Harold E. Hughes († 1985), US-amerikanischer Politiker
- Harry Hughes (1926–2019), US-amerikanischer Politiker (Maryland)
- Hatcher Hughes (1881–1945), US-amerikanischer Theaterregisseur und Dramatiker
- Hector Hughes (1887–1970), schottischer Politiker
- Helen MacGill Hughes (1903–1992), kanadisch-US-amerikanische Soziologin
- Henry Hughes (Dichter) (um 1602–um 1652), britischer Arzt und Dichter
- Henry Hughes (Soziologe) (um 1829–1862), US-amerikanischer Anwalt und Soziologe
- Henry Hughes (Unternehmer) (um 1834–??), britischer Ingenieur und Unternehmensgründer, siehe Brush Traction#Henry Hughes
- Henry Hughes (Regisseur) (* 1983/1984), US-amerikanischer Filmregisseur und Drehbuchautor
- Henry Kent Hughes (um 1814–1880), australischer Politiker
- Henry Meyric Hughes (* 1942), britischer Kurator und Schriftsteller
- Henry Stuart Hughes (1916–1999), US-amerikanischer Historiker und Aktivist
- Howard Hughes (1905–1976), US-amerikanischer Unternehmer und Pilot
- Howard Robard Hughes Sr. (1869–1924), US-amerikanischer Geschäftsmann
- Hubert Hughes (1933–2021), anguillanischer Politiker, Chief Minister
- Hugh Llewellyn Glyn Hughes (1892–1973), britischer Militärarzt
- Hughie Hughes (1878–1916), britisch-US-amerikanischer Automobilrennfahrer

### I
- Ian Hughes (* 1969), neuseeländischer Schauspieler
- Iolo Hughes (* 1995), walisischer Fußballspieler
- Iorwerth Hughes (1925–1992), walisischer Fußballspieler
- Isaiah Harris Hughes (1813–1891), englischer Zauberkünstler

### J
- J. Anthony Hughes (Joseph Anthony „Tony“ Hughes; 1904–1970), US-amerikanischer Schauspieler und Radiosprecher
- Jack Hughes (Vereinsgründer), britischer Sportler, Mitbegründer von Aston Villa
- Jack Hughes (Eishockeyspieler, 1890) (1890–1962), kanadischer Eishockeyspieler, -trainer und -schiedsrichter
- Jack Hughes (Eishockeyspieler, 1957) (John Francis Hughes; * 1957), US-amerikanischer Eishockeyspieler
- Jack Hughes (Rugbyspieler) (* 1992), englischer Rugby-League-Spieler
- Jack Hughes (Eishockeyspieler, 2001) (* 2001), US-amerikanischer Eishockeyspieler
- Jake Hughes (* 1994), britischer Automobilrennfahrer
- James Hughes (Politiker) (1823–1873), US-amerikanischer Jurist und Politiker (Indiana)
- James A. Hughes (1861–1930), US-amerikanischer Politiker
- James D. Hughes (1922–2024), US-amerikanischer General der Air Force
- James F. Hughes (1883–1940), US-amerikanischer Politiker
- James H. Hughes (1867–1953), US-amerikanischer Politiker
- James Joseph Hughes (1856–1941), kanadischer Politiker
- James Madison Hughes (1809–1861), US-amerikanischer Politiker
- Jamie Hughes (Fußballspieler) (* 1977), englischer Fußballspieler
- Jamie Hughes (Dartspieler) (* 1986), englischer Dartspieler
- Jane Hughes (1921–2016), britische Opernsängerin und Denkmalpflegerin, siehe Jane Fawcett
- Janis Hughes (* 1958), schottische Politikerin
- Jarryd Hughes (* 1995), australischer Snowboarder
- Jason Hughes (Schauspieler) (* 1971), britischer Schauspieler
- Jason Hughes (Politiker), US-amerikanischer Politiker
- Jason Hughes (Soziologe), Soziologe
- Jeff Hughes (* 1985), nordirischer Fußballspieler
- Jerry Hughes (* 1988), US-amerikanischer American-Football-Spieler
- Jesse Hughes (* 1972), US-amerikanischer Musiker
- Jim Hughes (Schauspieler) (1918–2001), US-amerikanischer Schauspieler
- Jim Hughes (Rennfahrer) (James E. Hughes; 1930–1960), US-amerikanischer Automobilrennfahrer
- Jim Hughes (Fotograf) (1937–2018), US-amerikanischer Fotograf
- Jim Hughes (Dartspieler), walisischer Dartspieler
- Jim Hughes (Fußballspieler, 1960) (* 1960), schottischer Fußballspieler
- Jim Hughes (Fußballspieler, 1965) (* 1965), schottischer Fußballspieler
- Jim Hughes (Eishockeyspieler) (* 1966), US-amerikanischer Eishockeyspieler und -trainer
- Jimmy Hughes (Fußballspieler, 1885) (James Hughes; 1885–1948), englischer Fußballspieler
- Jimmy Hughes (Fußballspieler, 1909) (James Hughes; 1909–1966), englischer Fußballspieler
- Jimmy Hughes (Fußballspieler, 1918) (James Horace Hughes; 1918–1979), englischer Fußballspieler
- Jimmy Hughes (Sänger) (* 1938), US-amerikanischer Sänger
- Joan Hughes (1918–1993), britische Pilotin und Stuntwoman
- Jobie Hughes (* 1980), US-amerikanischer Schriftsteller
- Joe Guitar Hughes (1937–2003), US-amerikanischer Gitarrist
- Joey Hughes (* 1984), australischer Eishockeyspieler
- John Hughes (Poet) (1677–1720), englischer Poet und Librettist
- John Hughes (Geschäftsmann) (1815–1889), walisischer Geschäftsmann
- John Hughes (Fußballspieler, 1855) (1855–1914), walisischer Fußballspieler
- John Hughes (Komponist) (1873–1932), walisischer Komponist
- John Hughes (Fußballspieler, 1880) (1880–??), schottischer Fußballspieler
- John Hughes (Szenenbildner) (1882–1954), US-amerikanischer Szenenbildner
- John Hughes (Fußballspieler, 1913) (1913–??), walisischer Fußballspieler
- John Hughes (Fußballspieler, 1921) (1921–2003), englischer Fußballspieler
- John Hughes (Pharmakologe) (* 1942), britischer Pharmakologe
- John Hughes (Fußballspieler, 1942) (* 1942), walisischer Fußballspieler
- John Hughes (Fußballspieler, 1943) (1943–2002), schottischer Fußballspieler
- John Hughes (Regisseur) (1950–2009), US-amerikanischer Filmregisseur, -produzent und Drehbuchautor
- John Hughes (Musiker) (* 1950), irischer Sänger und Gitarrist
- John Hughes (Eishockeyspieler, 1954) (* 1954), kanadischer Eishockeyspieler
- John Hughes (Fußballspieler, 1964) (* 1964), schottischer Fußballspieler und -trainer
- John Hughes (Fußballspieler, 1965) (* 1965), kanadischer Fußballspieler
- John Hughes (Kontrabassist) (* 1972), US-amerikanischer Musiker
- John Hughes (Eishockeyspieler, 1988) (* 1988), austro-kanadischer Eishockeyspieler
- John Hughes (Footballspieler) (* 1989), US-amerikanischer American-Football-Spieler
- John Joseph Hughes (1797–1864), US-amerikanischer Geistlicher, Erzbischof von New York
- John Patterson Hughes, britischer Mediziner, siehe Hughes-Stovin-Syndrom
- Joseph Hughes (Politiker) (1905–1960), irischer Politiker

### K
- Karen Hughes (* 1956), US-amerikanische Politikerin
- Kathleen Hughes (Schauspielerin) (1928–2025), US-amerikanischen Schauspielerin
- Kathleen Winifred Hughes (1926–1977), englische Historikerin
- Keisha Castle-Hughes (* 1990), neuseeländische Schauspielerin
- Ken Hughes (1922–2001), britischer Filmregisseur, Drehbuchautor und Produzent
- Kenmore Hughes (* 1970), antiguanischer Leichtathlet
- Kent Hughes (* 1970), kanadischer Eishockeyfunktionär
- Kevin Hughes (1952–2006), britischer Politiker (Labour), Mitglied des House of Commons

### L
- L. C. Hughes (Louis Cameron Hughes; 1842–1915), US-amerikanischer Politiker (Arizona-Territorium)
- Langston Hughes (1902–1967), US-amerikanischer Dichter und Schriftsteller
- Larry Hughes (* 1979), US-amerikanischer Basketballspieler
- Laura Hughes (Aktivistin) (1886–1966), kanadische Frauenrechtsaktivistin und Pazifistin
- Laura Hughes (Gewichtheberin) (* 1993), walisische Gewichtheberin
- Laura Hughes (Fußballspielerin) (* 2001), australische Fußballspielerin
- Laurie Hughes (1924–2011), englischer Fußballspieler
- Lee Hughes (* 1976), englischer Fußballspieler
- Lloyd Hughes (Schauspieler) (1897–1958), US-amerikanischer Schauspieler
- Lloyd Hughes (Politiker) (1912–1994), australischer Politiker
- Louis R. Hughes (* 1949), US-amerikanischer Manager
- Lucy Hughes-Hallett (* 1951), britische Journalistin und Schriftstellerin
- Luke Hughes (Baseballspieler) (* 1984), australischer Baseballspieler
- Luke Hughes (Eishockeyspieler) (* 2003), US-amerikanischer Eishockeyspieler
- Luther Hughes (* 1946), US-amerikanischer Jazzmusiker

### M
- Marjorie Hughes (* 1925), amerikanische Sängerin
- Mark Hughes (Politiker) (1932–1993), britischer Politiker
- Mark Hughes (Unternehmer) (1956–2000), US-amerikanischer Unternehmer
- Mark Hughes (Fußballspieler, 1963) (* 1963), walisischer Fußballspieler und -trainer
- Mark Hughes (Rugbyspieler) (* 1976), australischer Rugby-League-Spieler
- Mark Hughes (Fußballspieler, 1983) (* 1983), nordirischer Fußballspieler
- Mark Hughes (Fußballspieler, 1986) (* 1986), englischer Fußballspieler
- Martin Docherty-Hughes (* 1971), schottischer Politiker
- Mary Beth Hughes (1919–1995), US-amerikanische Schauspielerin
- Matt Hughes (* 1973), US-amerikanischer Mixed-Martial-Arts-Kämpfer
- Matt Hughes (* 1987), britischer Pornodarsteller, siehe Danny D
- Matthew Hughes (Schriftsteller) (* 1949), kanadischer Schriftsteller
- Matthew Hughes (Ruderer) (Matt Hughes; * 1981), US-amerikanischer Ruderer
- Matthew Hughes (Leichtathlet) (* 1989), kanadischer Hindernisläufer
- Matthew Lee Hughes (* 1978), walisischer Badmintonspieler
- McLaurin Hughes (1932–2021), australischer Rugby-Union-Spieler
- Megan Hughes (Radsportlerin) (* 1977), britische Radsportlerin
- Megan Hughes (Skirennläuferin) (* 1983), US-amerikanische Skirennläuferin
- Michael Hughes (Fotograf) (* 1952), englischer Fotograf
- Michael Hughes (Fußballspieler) (* 1971), nordirischer Fußballspieler
- Michael Hughes (Philologe), britischer Philologe
- Michael Hughes (Radsportler), neuseeländischer Radsportler
- Michael Hughes (Rugbyspieler), argentinischer Rugbyspieler
- Michael Hughes (Schauspieler) (* 1945), britischer Schauspieler
- Michael Hughes (Serienmörder) (* 1958), US-amerikanischer Serienmörder
- Michael Hughes-Young, 1. Baron St Helens (1912–1980), britischer Politiker, Unterhausabgeordneter und Oberhausmitglied
- Mike Hughes (Stuntman) (1956–2020), US-amerikanischer Stuntman
- Mike Hughes (Stuntman) (Michael Hughes, Mad Mike; 1956–2020), US-amerikanischer Chauffeur und Stuntman
- Mike Hughes (Ruderer) (Michael Hughes; * 1959), kanadischer Ruderer
- Mike Hughes (Footballspieler) (* 1997), US-amerikanischer American-Football-Spieler
- Miko Hughes (* 1986), US-amerikanischer Schauspieler
- Millie Hughes-Fulford (1945–2021), US-amerikanische Astronautin
- Monica Hughes (1925–2003), kanadische Schriftstellerin

### P
- Pat Hughes (Tennisspieler) (George Patrick Hughes; 1902–1997), englischer Tennisspieler
- Pat Hughes (Fußballspieler) (* 1939), australischer Fußballspieler
- Pat Hughes (Footballspieler) (* 1947), US-amerikanischer Footballspieler
- Pat Hughes (Eishockeyspieler) (Patrick James Hughes; * 1955), kanadischer Eishockeyspieler
- Paterson Clarence Hughes (1917–1940), australischer Kampfpilot
- Patrick Hughes (Künstler) (* 1939), britischer bildender Künstler
- Patrick Hughes (Regisseur) (* 1978), australischer Filmregisseur, Drehbuchautor, Filmeditor und Produzent
- Patrick M. Hughes (* 1942), US-amerikanischer Generalleutnant
- Percy Hughes, walisischer Fußballspieler
- Peta Hughes (* 1987), australische Squashspielerin
- Peter Hughes (Politiker) (vor 1921–1954), irischer Politiker
- Peter Hughes (Schauspieler) (1922–2019), englischer Schauspieler
- Phil Hughes (Fußballspieler) (* 1964), nordirischer Fußballtorhüter
- Phil Hughes (Baseballspieler) (* 1986), US-amerikanischer Baseballspieler
- Philip Hughes (Historiker) (1895–1967), englischer Historiker
- Philip Edgcumbe Hughes (1915–1990), australischer Theologe
- Phillip Hughes (1988–2014), australischer Cricketspieler

### Q
- Quentin Hughes (1920–2004), britischer Offizier, Architekt und Hochschullehrer
- Quinn Hughes (* 1999), US-amerikanischer Eishockeyspieler

### R
- Raymond Hughes (* 1952), US-amerikanischer Chorleiter und Dirigent
- Rhonda Hughes (* 1947), US-amerikanische Mathematikerin und Hochschullehrerin
- Rian Hughes (* 1963), britischer Grafikdesigner, Illustrator, Comic-Künstler und Schriftsteller
- Richard Hughes (Schriftsteller) (1900–1976), britischer Schriftsteller
- Richard Hughes (Fußballspieler) (* 1979), schottischer Fußballspieler
- Richard J. Hughes (1909–1992), US-amerikanischer Politiker (New Jersey)
- Robert Hughes (Komponist) (Robert Watson Hughes; 1912–2007), schottisch-australischer Komponist
- Robert Hughes (Basketballtrainer) (1928–2024), US-amerikanischer Basketballtrainer
- Robert Hughes (Produzent) (1929–1972), US-amerikanischer Produzent und Regisseur
- Robert Hughes (Schwimmer) (1930–2012), US-amerikanischer Wasserballspieler und Schwimmer
- Robert Hughes, Baron Hughes of Woodside (1932–2022), britischer Politiker
- Robert Hughes (Kunstkritiker) (1938–2012), australischer Kunstkritiker
- Robert Hughes (Schauspieler) (* 1948), britischer, in Australien geborener Schauspieler
- Robert Hughes (Fußballspieler) (* 1986), englischer Fußballspieler
- Robert Don Hughes (* 1949), US-amerikanischer Schriftsteller und Lyriker
- Roy Hughes, Baron Islwyn (1925–2003), britischer Life Peer und Politiker (Labour Party)
- Rupert Hughes (1872–1956), US-amerikanischer Romanautor, Drehbuchautor und Regisseur
- Ryan Hughes (Eishockeyspieler) (* 1972), kanadischer Eishockeyspieler
- Ryan Hughes (Pokerspieler) (* 1981), US-amerikanischer Pokerspieler
- Ryan Hughes (Fußballspieler) (Ryan Annesley Hughes; * 2001), englischer Fußballspieler

### S
- Sacha Hughes (* 1990), neuseeländisch-australische Tennisspielerin
- Sam Hughes (1853–1921), kanadischer Politiker
- Sandra Hughes (* 1966), Schweizer Schriftstellerin
- Sara Hughes (* 1995), US-amerikanische Beachvolleyballspielerin
- Sarah Hughes (* 1985), US-amerikanische Eiskunstläuferin
- Sarah T. Hughes (1896–1985), US-amerikanische Richterin
- Séamus Hughes (1952–2022), irischer Politiker und Richter
- Sean Hughes (Politiker, 1946) (1946–1990), britischer Politiker (Labour Party)
- Sean Hughes (Komiker) (1965–2017), britisch-irischer Komiker und Schauspieler
- Sean Hughes (Politiker, II), irischer Farmer, Politiker und Paramilitär
- Sean Hughes (Boxer) (* 1982), britischer Boxer
- Sean P. F. Hughes (1941–2025), britischer Chirurg und Hochschullehrer
- Setareki Hughes (* 1995), fidschianischer Fußballspieler
- Shara Hughes (* 1981), amerikanische Malerin
- Shaun M. Hughes, australischer Astronom
- Shirley Hughes (1927–2022), britische Kinderbuchautorin und -illustratorin
- Simon Hughes (Cricketspieler) (* 1959), englischer Cricketspieler
- Simon Hughes (Künstler)
- Simon Henry Ward Hughes (* 1951), britischer Politiker
- Simon P. Hughes (1830–1906), US-amerikanischer Politiker, Gouverneur von Arkansas
- Spencer Hughes (1924–1983), britischer Audio-Ingenieur und Gründer der Firma Spendor
- Spike Hughes (1908–1987), britischer Schriftsteller, Komponist und Jazzmusiker
- Stephen Hughes (Politiker) (* 1952), britischer Politiker (Labour Party)
- Stephen Hughes (Fußballspieler, 1976) (* 1976), englischer Fußballspieler
- Stephen Hughes (Fußballspieler, 1982) (* 1982), schottischer Fußballspieler
- Stephen Hughes (Fußballspieler, 1984) (* 1984), englischer Fußballspieler
- Stephen John Hughes (* 1960), englischer Fußballspieler, siehe Billy Hughes (Fußballspieler, 1960)

### T
- Ted Hughes (1930–1998), englischer Dichter und Schriftsteller
- Ted Hughes (Fußballspieler), walisischer Fußballspieler
- Thomas Hughes (1822–1896), englischer Schriftsteller und Politiker
- Thomas H. Hughes (1769–1839), US-amerikanischer Politiker
- Thomas L. Hughes (1925–2023), US-amerikanischer Regierungsbeamter
- Thomas J. R. Hughes (* 1943), US-amerikanischer Ingenieur und Mathematiker
- Thomas McKenny Hughes (1832–1917), britischer Geologe und Paläontologe
- Thomas P. Hughes (1923–2014), US-amerikanischer Wissenschaftshistoriker
- Tom Hughes (* 1985), britischer Schauspieler

### V
- Valerie Hughes, kanadische Rechtsanwältin und Mitglied von WTO Streitbeilegungsinstanzen und Institutionen
- Vernon Hughes (1921–2003), US-amerikanischer Physiker
- Vincent Hughes (* 1981), australischer Eishockeyspieler

### W
- Warren Hughes (* 1969), britischer Autorennfahrer
- Wendy Hughes (1952–2014), australische Schauspielerin
- Whitey Hughes (1920–2009), US-amerikanischer Stuntman und Schauspieler
- Will Hughes (* 1995), englischer Fußballspieler
- William Hughes (Politiker, 1841) (1841–1918), irisch-amerikanischer Politiker (New Jersey)
- William Hughes (Politiker, 1872) (1872–1918), walisisch-amerikanischer Politiker (Wisconsin)
- William Hughes, Baron Hughes (1911–1999), britischer Politiker
- William Hughes (Fußballspieler, 1865) (1865–1919), walisischer Fußballspieler
- William Hughes (Schauspieler, 1927) (1927–2002), US-amerikanischer Schauspieler
- William Hughes (Schauspieler, Brite), britischer Schauspieler
- William Anthony Hughes (1921–2013), US-amerikanischer Geistlicher, Bischof von Covington
- William J. Hughes (1932–2019), US-amerikanischer Politiker
- William James Hughes (Bischof) (1894–1979), britischer anglikanischer Bischof
- William James Hughes (* 1995), englischer Fußballspieler, siehe Will Hughes
- William Little Hughes (1822–1887), britischer Übersetzer
- William Morris Hughes (1862–1958), australischer Politiker, siehe Billy Hughes

### Z
- Zac Hughes (* 1971), australischer Fußballspieler
- Zach Hughes (1928–2016), US-amerikanischer Autor, siehe Hugh Zachary
- Zharnel Hughes (* 1995), britischer Sprinter anguillanischer Herkunft